# Carl von Clausewitz
Carl Philipp Gottlieb von Clausewitz (Burg, 1780. június 1. – Breslau, 1831. november 16.) porosz katona, hadtörténész, befolyásos katonai teoretikus. Legismertebb munkája a hadtudomány egyik alapművének számító többkötetes könyve, A háborúról (Vom Kriege).

## Élete és kora

### Származása
Carl von Clausewitz a poroszországi Magdeburg melletti Burgban született 1780. június 1-jén egy szegény középosztálybeli családba. Származása vitatott. A felső-sziléziai család a harmincéves háború után vette fel a nemesi, von Clausewitz nevet. Nagyapja, Benedict Gottlob Clausewitz egy evangélikus lelkész volt a Hallei Egyetemen. Apja hadnagyi rangban szolgált a porosz hadseregben, Carl volt a negyedik, legfiatalabb fia.

### Tanulmányai
Már 12 éves korában elhagyta a szülői házat és 1792-ben beállt katonának őrvezetőként. Részt vett az 1793–94-es rajnai hadjáratban Franciaország ellen az első koalíciós háborúban Mainz ostrománál. Katonai tanulmányait a berlini hadiiskolán folytatta, ahonnan 1805-ben hadnagyi rangban távozott.

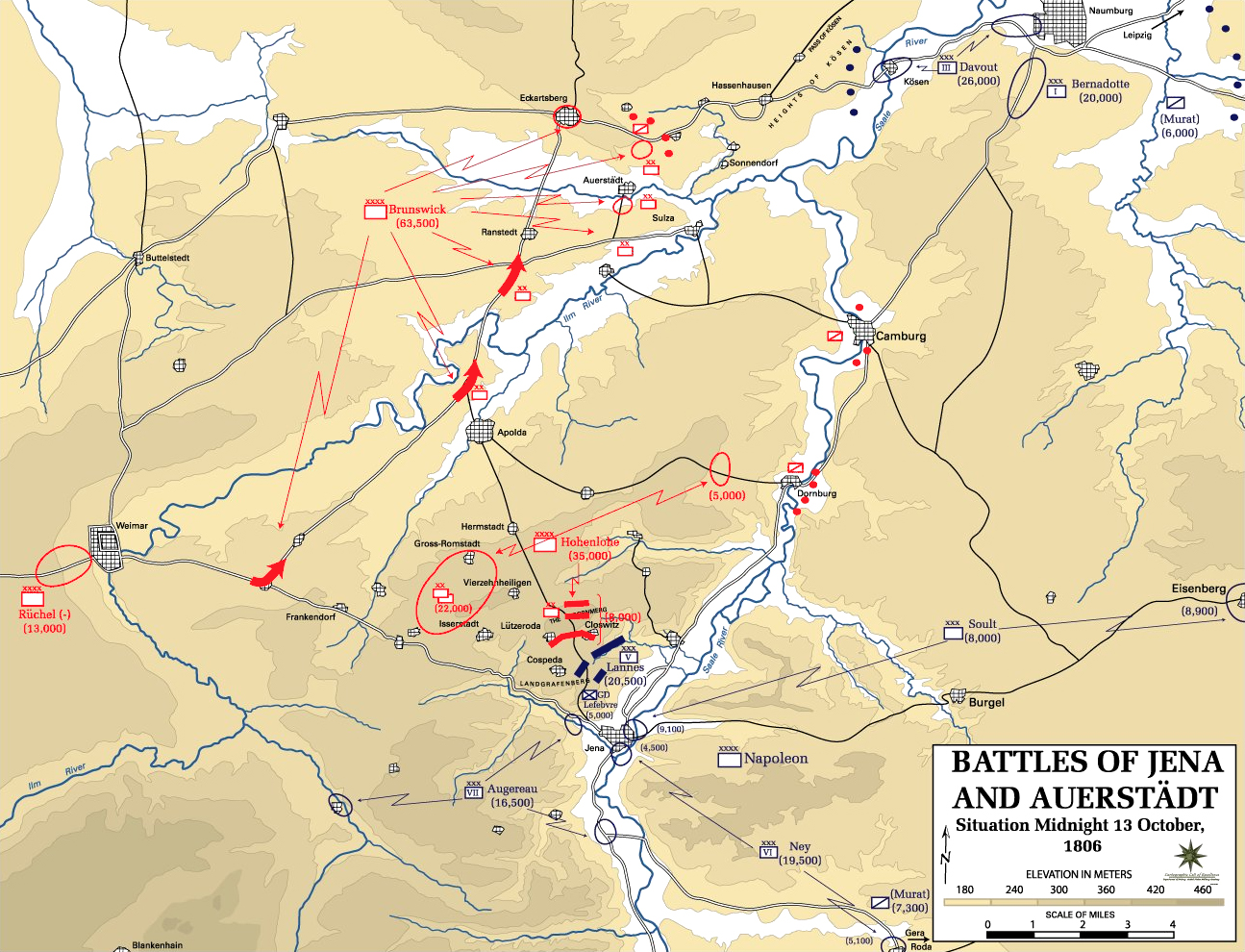
A jéna-auerstedti csata
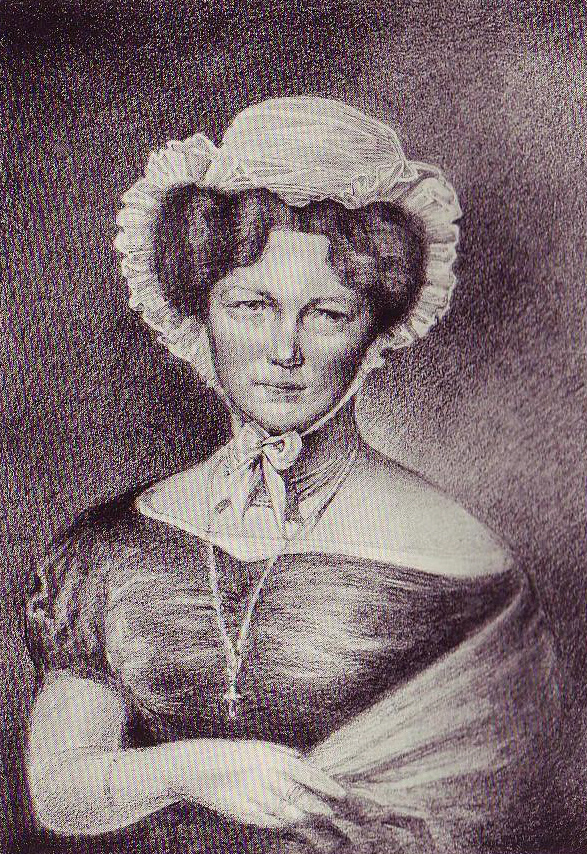
Felesége, Marie von Brühl
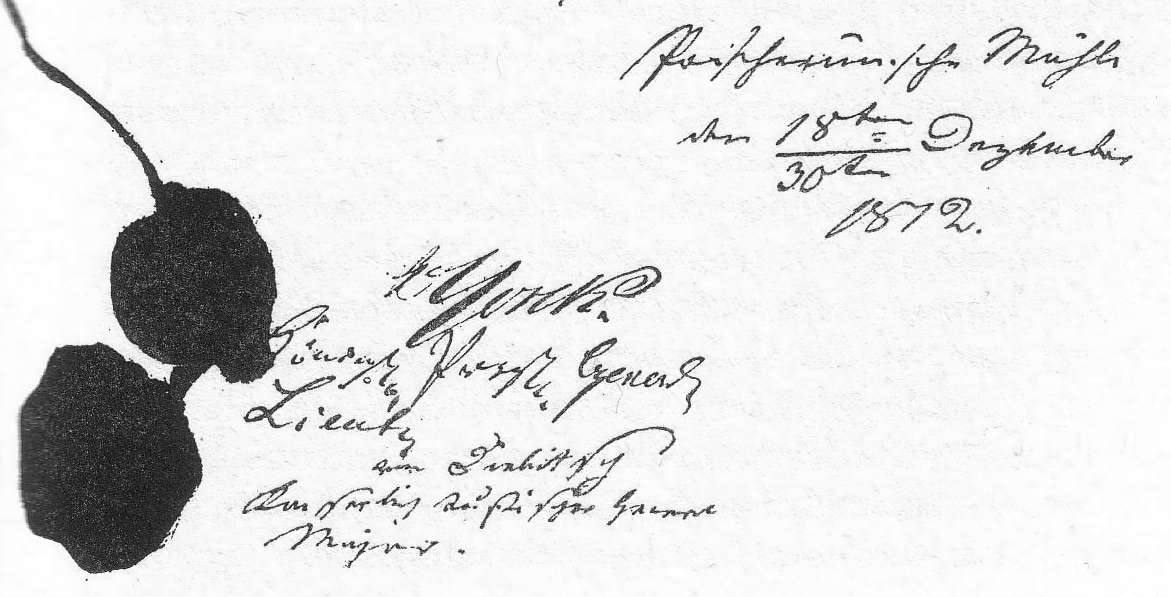
A tauroggi konvenció, a porosz és orosz hadsereg megállapodása
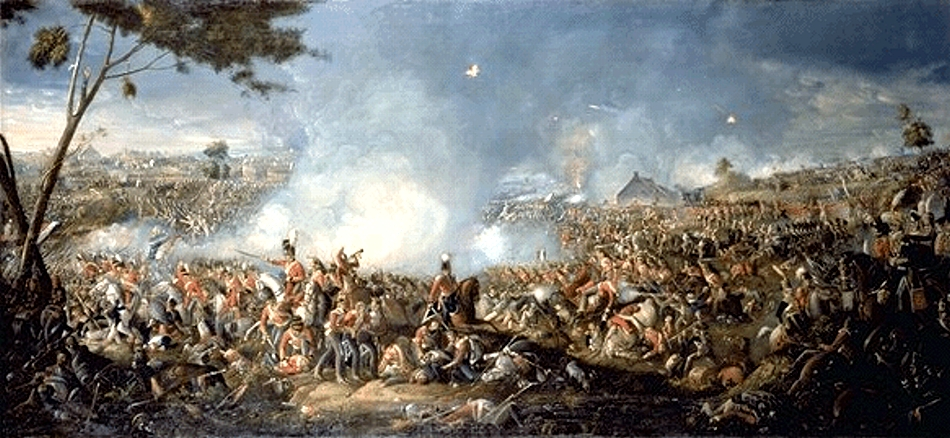
A waterlooi csata

### Katonai pályája

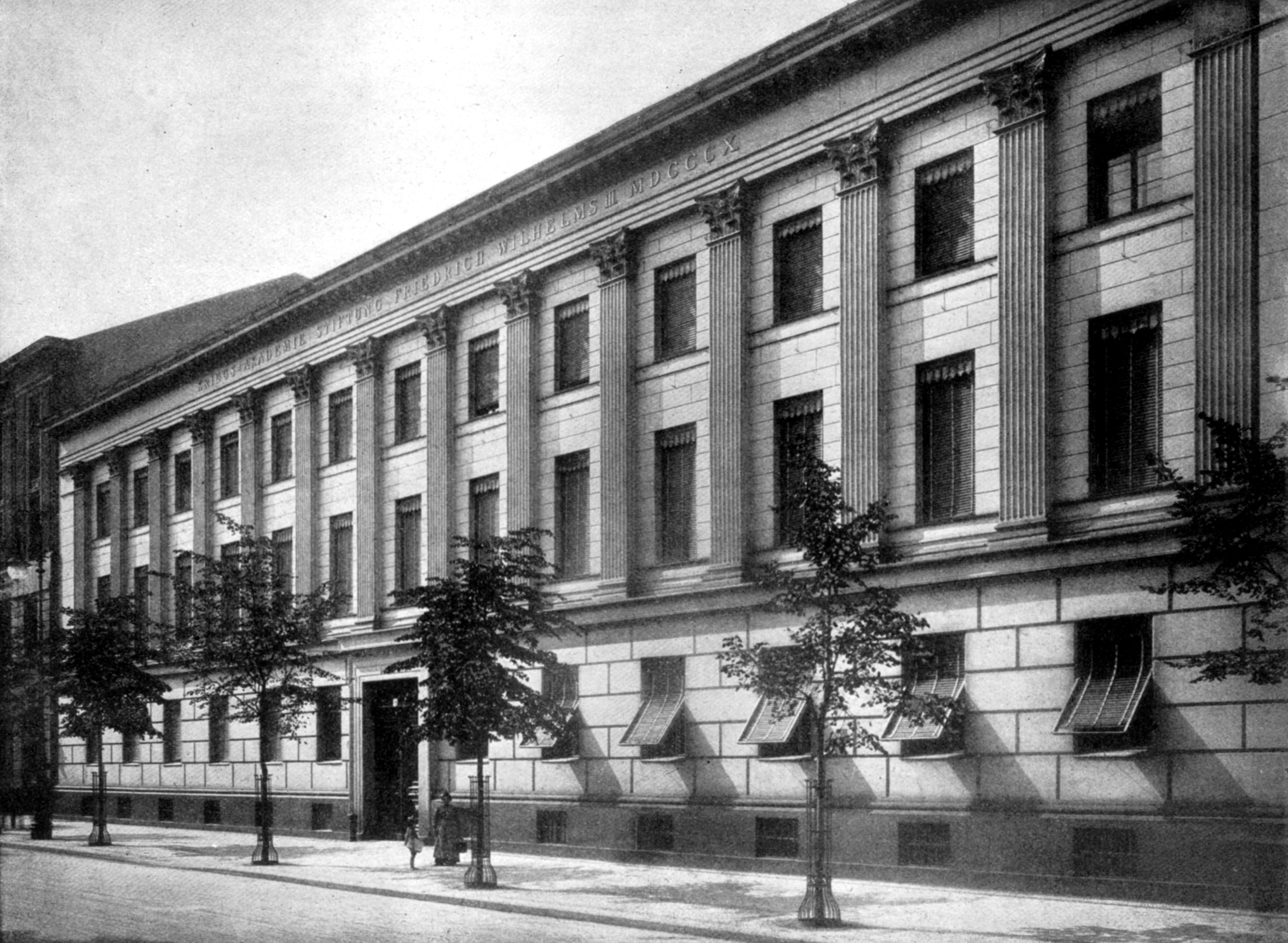
A berlini Katonai Akadémia homlokzata

A napóleoni háborúk idején 1806–1815-ig a porosz hadseregben szolgált. A porosz katonai akadémiára került (Kriegsakademie). Itt tanított Immanuel Kant és elnyerte Gerhard von Scharnhorst tábornok (a jövendő katonai vezérkari főnökének) elismerését. A jénai hadjáratban szolgált, Ágost Ferdinánd porosz herceget adjutánsként látta el tanácsokkal. Amikor 1806-ban Napóleon megtámadta Poroszországot, a kisebbségben maradt szász–porosz sereg, amit Károly Vilmos Ferdinánd braunschweigi herceg irányított, fogságba esett Prenzlaunál. (A herceg halálos sebet kapott a jéna-auerstedti csatában.) Clausewitz 25 000 katonatársával együtt fogságba került, a porosz hadsereg felbomlott. 1807–1808-ig tartózkodott fogolyként Franciaországban, hazatérése után részt vett a hadsereg és az állam reformjában. Ekkor nősült meg, feleségül vette az előkelő, prominens személynek számító Marie von Brühl grófnőt, ezzel bekerült a berlini irodalmi-intellektuális elitbe. 1812-ig mint őrnagy a táborban és Scharnhorst alatt a hadügyminisztériumban működött.
Amikor Napóleon ráerőszakolta a szövetséget Poroszországra, elhagyta a porosz hadsereget és beállt az orosz hadseregbe. Részt vett orosz oldalon az 1812–1813-as csatákban, mint sok hozzá hasonló Oroszországban élő porosz tiszt csatlakozott az Orosz–Német Légióhoz. Az Orosz Birodalom szolgálatában Clausewitz segített a Napóleon elleni szövetség létrehozásában (Tauragė in Litauen-i konvenció). Az 1813-as hadjáratban mint a Wallmodenféle hadtest táborkarának főnöke vett részt s a fegyverszünet alatt irta: Übersicht des Feldzugs von 1813 (Leipzig 1814) c. munkáját.
1815-ben az Orosz–Német Légiót beolvasztották a porosz hadseregbe és Clausewitz visszatért a porosz katonai szolgálatba. Hamarosan Johann von Thielmann III. hadseregének vezérkarába került. Részt vett lignyi csatában, ami a waterlooi csatához vezetett, 1815-ben.
Életének utolsó három évtizedében a berlini hadiiskola igazgatója volt. 1830-ban nevezték ki a tüzérség főfelügyelőjévé és azután Gneisenau tábornagy táborkari főnökévé. Kolerában halt meg.

## Jelentősége
Számos hadtudományi művében elsőként összegezte a napóleoni háborúk tanulságait. Megállapította, hogy a háború a politika folytatása más eszközökkel, lerakva az újkori hadászat elméletének alapjait. Tanítása egy évszázadon át nagy hatással volt a hadtudomány fejlődésére és különösen a német hadtudományra. Tőle ered a háború köde fogalmának kifejtése is. A meglepetésszerű támadás döntő szerepére vonatkozó megállapításait a későbbi német tábornokok figyelembe vették. (Schlieffen, villámháború)

## Főbb munkái

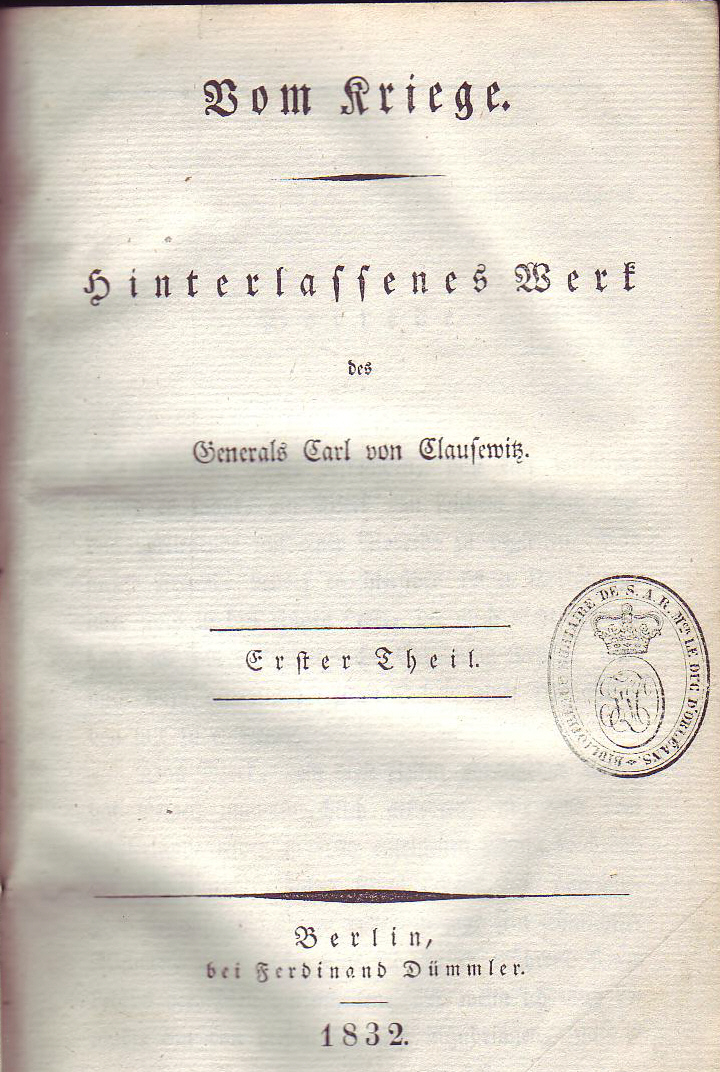
Fő művének eredeti kiadása 1832-ből

- Bemerkungen über die reine und angewandte Strategie des Herrn von Bülow oder Kritik der darin enthaltenen Ansichten, névtelenül írt cikk a Neue Bellona folyóiratból(1805).
- „Strategie” (1804–1809) == Eberhard Kessel (Hrsg.): Carl von Clausewitz – Strategie aus dem Jahr 1804 mit Zusätzen von 1808 und 1809, Hamburg 1937.
- Historische Briefe über die großen Kriegsereignisse im Oktober 1806 (1807/08) == Gerhard Förster (Hrsg.): Carl von Clausewitz – Ausgewählte militärische Schriften, Berlin 1981, S.46–75.
- Bekenntnisschrift von 1812 (1812)== Gerhard Förster (Hrsg.): Carl von Clausewitz – Ausgewählte militärische Schriften, Berlin 1981, S. 140–215.
- Nachrichten über Preußen in seiner größten Katastrophe (1823/24) == Gerhard Förster (Hrsg.): Carl von Clausewitz – Ausgewählte militärische Schriften, Berlin 1981, S. 76–124.
- Vom Kriege, Hinterlassenes Werk des Generals Carl von Clausewitz, Bd. 1 – 3, bei Ferdinand Dümmler, Berlin 1832–1834, (Hrsg. von Marie von Clausewitz).
- Der Feldzug von 1796 in Italien, Hinterlassenes Werk des Generals Carl von Clausewitz, Bd. 4, Ferdinand Dümmler, Berlin 1833, (Hrsg. von Marie von Clausewitz).
- Die Feldzüge von 1799 in Italien und der Schweiz, Hinterlassenes Werk des Generals Carl von Clausewitz, Bd. 5 – 6, bei Ferdinand Dümmler, Berlin 1833–1834, (Hrsg. von Marie von Clausewitz).
- Der Feldzug von 1812 in Russland, der Feldzug von 1813 bis zum Waffenstillstand und der Feldzug von 1814 in Frankreich, Hinterlassenes Werk des Generals Carl von Clausewitz, Bd. 7, bei Ferdinand Dümmler, Berlin 1835, (Hrsg. von Marie von Clausewitz).
- Der Feldzug von 1815 in Frankreich, Hinterlassenes Werk des Generals Carl von Clausewitz, Bd. 8, bei Ferdinand Dümmler, Berlin 1835, (Hrsg. von Marie von Clausewitz).
- Strategische Beleuchtung mehrerer Feldzüge von Gustav Adolph, Turenne, Luxemburg und andere historische Materialien zur Strategie, Hinterlassenes Werk des Generals Carl von Clausewitz, Bd. 9, bei Ferdinand Dümmler, Berlin 1837, (Hrsg. von Marie von Clausewitz).
- Strategische Beleuchtung mehrerer Feldzüge von Sobiesky, Münich, Friedrich dem Großen und dem Herzog Carl Wilhelm Ferdinand von Braunschweig und andere historische Materialien zur Strategie, Hinterlassenes Werk des Generals Carl von Clausewitz, Bd. 10, Ferdinand Dümmler, Berlin, 1837 (Hrsg. von Marie von Clausewitz).

## Főbb gondolatai, elvei a háborúról
- Lélektani tényezők és a véletlen fontosságát emelte ki és azt, hogy a hadászati problémákat kritikusan kell megközelíteni.
- A hadászatnak három fő célpontra kell irányulnia: 1. az ellenség erői, 2. az ellenség erőforrásai, 3. az ellenfél harcolni akarása. Szerinte a védekező hadviselés mind katonai, mind politikai szempontból az erősebbik pozíció.
- A győzelemért sújtsunk le az ellenség stratégiai súlypontjára.[forrás?]

## Magyarul
- A háborúról 1–8. könyv. Clausewitz Károly hátrahagyott műve; ford., jegyz., Hazai Samu, Hamary Béla; Pesti Könyvnyomda, Bp., 1892–94
- A háborúról; ford., jegyz. Hazai Samu; Athenaeum, Bp., 1917 (hasonmásban: 2005)
- A háborúról, 1–2.; ford., jegyz. Réczey Ferenc; Zrínyi, Bp., 1961–62
- A háborúról; ford. Szabó Júlia; Zrínyi, Bp., 2013